# NGC 4439
NGC 4439 (również OCL 884 lub ESO 131-SC6) – gromada otwarta znajdująca się w gwiazdozbiorze Krzyża Południa. Odkrył ją James Dunlop 30 kwietnia 1826 roku. Jest położona w odległości ok. 5,8 tys. lat świetlnych od Słońca.